# Ronneby (gemeente)
Ronneby is een Zweedse gemeente in Blekinge. De gemeente behoort tot de provincie Blekinge län. Ze heeft een totale oppervlakte van 1247,9 km² en telde 28.283 inwoners in 2004.

## Plaatsen
| #  | Plaats                  | Inwoneraantal |
| -- | ----------------------- | ------------- |
| 1  | Ronneby (stad)          | 11 767        |
| 2  | Kallinge                | 4 767         |
| 3  | Bräkne-Hoby             | 1 769         |
| 4  | Johannishus             | 773           |
| 5  | Listerby                | 672           |
| 6  | Ronnebyhamn             | 464           |
| 7  | Backaryd                | 399           |
| 8  | Eringsboda              | 340           |
| 9  | Hallabro                | 252           |
| 10 | Saxemara                | 157           |
| 11 | Kuggeboda och Lunnatorp | 146           |
| 12 | Kartorp och Rolstorp    | 141           |
| 13 | Färmanstorp             | 140           |
| 14 | Bussemåla               | 116           |
| 15 | Hasselstad              | 104           |
| 16 | Sandvik                 | 104           |
| 17 | Spjälkö och Saxemaranäs | 104           |
| 18 | Bälganet                | 78            |
| 19 | Saxemara (södra delen)  | 67            |
| 20 | Korsanäs                | 64            |
| 21 | Rödby                   | 54            |
| 22 | Garnanäs                | 52            |
| 23 | Hjälmsa                 | 52            |
| 24 | Smedsgården och Bredäng | 52            |

Karlshamn · Karlskrona · Olofström · Ronneby · Sölvesborg